# Stazione di Pomigliano d'Arco
La stazione di Pomigliano d'Arco è una stazione della ferrovia Circumvesuviana, sita nell'omonimo comune.
Si trova sulla ferrovia Napoli-Nola-Baiano ed è anche punto di origine della ferrovia Pomigliano d'Arco-Acerra, che serve gli stabilimenti FIAT e quelli Leonardo (quest'ultima è attualmente chiusa al traffico ed è presente un servizio di bus sostitutivo).

## Storia

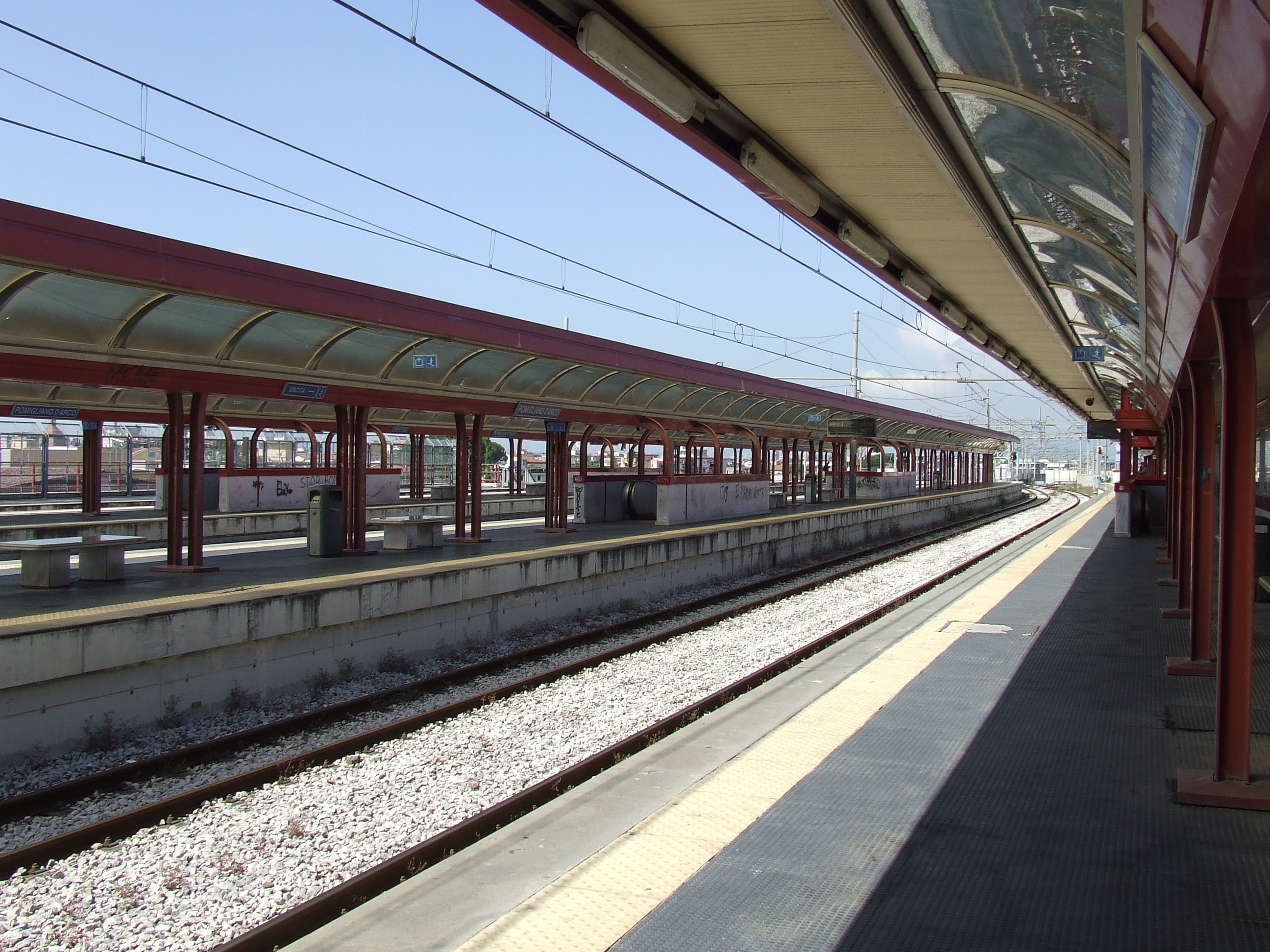
Stazione di Pomigliano d'Arco - area banchine su viadotto

La prima stazione di Pomigliano fu inaugurata nel 1885 e venne gestita dalla Circumvesuviana a partire dal 1986.
La stazione attuale fu aperta il 23 marzo 1998, sulla variante di tracciato realizzata in concomitanza al raddoppio del binario.

## Servizi
La stazione dispone di:
- Biglietteria
- Ascensori
- Capolinea autobus
- Parcheggio gratuito
- Bar
- Edicola
- Telefoni pubblici
- Servizi igienici